# Attentat d'Istanbul en 2015
Le 6 janvier 2015, Diana Ramazova, originaire du Daghestan, a fait exploser une veste piégée dans un poste de police du quartier central de Sultanahmet à Istanbul, près de la Mosquée bleue et de Sainte-Sophie. L'attentat a tué Ramazova et blessé deux policiers, dont l'un a succombé à ses blessures. Ramazova était la veuve enceinte d'un combattant norvégien-tchétchène de L'Etat Islamique en Syrie, qui avait été tué en décembre 2014.

## Attentat
Le gouverneur d'Istanbul, Vasip Sahin, a déclaré que la femme, qui parlait l'anglais avec un « fort accent » et était vêtue d'un niqab, est entrée dans le poste de police et a dit aux agents qu'elle avait perdu son portefeuille avant de faire exploser la bombe. Le Premier ministre turc, Ahmet Davutoğlu, a déclaré aux journalistes que la kamikaze portait deux autres engins, qui ont été désamorcés en toute sécurité par les agents présents sur les lieux. Les services d'urgence se sont précipités sur le site de l'explosion, tandis que la ligne de tramway qui traverse le quartier a été temporairement suspendue. Outre l'auteur de l'attentat, seule une autre personne a trouvé la mort dans l'attentat, un jeune policier de Trabzon qui venait d'être père.

## Auteur de l'attentat
Six personnes, dont trois étrangers, ont été arrêtées à la suite de l'attentat.
Le 7 janvier, le groupe armé d'extrême gauche Revolutionary People's Liberation Party-Front (DHKP/C) a revendiqué l'attentat, déclarant qu'il était destiné à « punir (les) meurtriers de Berkin Elvan » et à « demander des comptes à l'État fasciste qui protège les ministres corrompus et voleurs de l'AKP ». Berkin Elvan est un jeune homme de 15 ans qui a été tué par une grenade lacrymogène tirée par un policier lors des manifestations de 2013 à Istanbul. L'attentat à la bombe a eu lieu cinq jours après qu'un autre membre du DHKP/C a attaqué la police en faction devant le palais de Dolmabahçe, en lançant deux grenades qui n'ont pas explosé. Le bâtiment abrite les bureaux du premier ministre turc à Istanbul.
Le groupe a également affirmé que la kamikaze était Elif Sultan Kalsen. Après avoir été appelée dans un centre médical criminel pour identifier le corps, la famille de Kalsen a démenti ces affirmations, déclarant qu'il ne s'agissait pas de leur fille.
Le 8 janvier 2015, l'auteur du crime a été identifié comme étant Diana Ramazova, une citoyenne russe tchétchène originaire du Daghestan. Elle avait épousé Abu Aluevitsj Edelbijev, un citoyen norvégien d'origine tchétchène, en 2014. Ils ont passé trois mois à Istanbul, de mai à juillet 2014, avant d'entrer en Syrie. En Syrie, Edelbijev a combattu pour l'Etat islamique et a été tué en décembre. Ramazova, qui était enceinte à l'époque, est rentrée irrégulièrement en Turquie peu après sa mort,.